# كلارا غريغوري باير
كلارا غريغوري باير (بالإنجليزية: Clara Gregory Baer)‏ هي مدربة كرة سلة أمريكية، ولدت في 27 أغسطس 1863 في Algiers, New Orleans ‏ في الولايات المتحدة، وتوفيت في 19 يناير 1938.

## وصلات خارجية
- كلارا غريغوري باير على موقع الموسوعة البريطانية (الإنجليزية)